# Hamilton C. Jones
Hamilton Chamberlain Jones (* 26. September 1884 in Charlotte, North Carolina; † 10. August 1957 ebenda) war ein US-amerikanischer Politiker. Zwischen 1947 und 1953 vertrat er den Bundesstaat North Carolina im US-Repräsentantenhaus.

## Werdegang
Hamilton Jones besuchte zunächst die öffentlichen Schulen seiner Heimat und danach die Central High School in Washington, D.C. sowie die Horners Military School in Oxford. Nach einem anschließenden Jurastudium an der University of North Carolina in Chapel Hill sowie an der Columbia University in New York City und seiner 1906 erfolgten Zulassung als Rechtsanwalt begann er ab 1910 in Charlotte in diesem Beruf zu praktizieren. Außerdem arbeitete er in der Landwirtschaft. Von 1913 bis 1919 war er in Charlotte als Richter tätig. Danach fungierte er in den Jahren 1919 bis 1921 als stellvertretender Bundesstaatsanwalt für den westlichen Distrikt von North Carolina.
Politisch war Jones Mitglied der Demokratischen Partei. Von 1925 bis 1927 saß er im Senat von North Carolina. Außerdem war er Kurator der University of North Carolina. Bei den Kongresswahlen des Jahres 1946 wurde Jones im zehnten Wahlbezirk seines Staates in das US-Repräsentantenhaus in Washington gewählt, wo er am 3. Januar 1947 die Nachfolge von Sam Ervin antrat. Nach zwei Wiederwahlen konnte er bis zum 3. Januar 1953 drei Legislaturperioden im Kongress absolvieren. Diese waren von den Ereignissen des Kalten Krieges geprägt.
1952 wurde Jones nicht wiedergewählt. In den folgenden Jahren arbeitete er wieder als Anwalt. Er starb am 10. August 1957 in seinem Geburtsort Charlotte.